# Ferrari P540 Superfast Aperta
Ferrari P540 Superfast Aperta – samochód sportowy klasy wyższej typu one-off wyprodukowany pod włoską marką Ferrari w 2009 roku.

## Historia i opis modelu
W grudniu 2009 roku Ferrari przedstawiło drugi po modelu SP1 rezultat projektu realizowanego pod koniec pierwszej dekady XXI wieku w ramach uruchomionego rok wcześniej nowego programu Special Products. Tym razem zlecającym skonstruowanie unikatowego pojazdu był brytyjski przedsiębiorca Edward Walson. Podobnie jak konstrukcja z 2008 roku, tak i Ferrari P540 Superfast Aperta opracowane zostało na bazie seryjnego, obecnego już w ofercie włoskiej modelu, czerpiąc platformę i podzespoły techniczne z luksusowo-sportowego coupe 599 GTB Fiorano.
Za unikalny projekt stylistyczny odpowiedzialne było z kolei włoskie studio Pininfarina, nadając P540 Superfast Aperta formę smukle stylizowanej 2-drzwiowej targi ze stopniowanym tyłem utrzymanym w estetyce retro. Dzięki wykorzystaniu włókien węglowych do wykonania nadwozia, samochód zyskał niższą o 20 kilogramów masę całkowitą w stosunku do pierwowzoru.
Do napędu Ferrari P540 Superfast Aperta wykorzystany został 6-litrowy silnik typu V12 rozwijający moc 620 KM i współpracujący z sekwencyjną, 6-biegową zautomatyzowaną przekładnię biegów, opracowaną z myślą o bolidach Formuły 1.

### Sprzedaż
Zgodnie z założeniami programu Special Products, Ferrari P540 Superfast Aperta zostało wyprodukowane tylko w jednym egzemplarzu. Zleceniodawca i właściciel samochodu, Edward Walson, aktywnie uczestniczył w procesie konstrukcyjnym luksusowej targi, jednak nie ujawniono jaki był koszt nabycia samochodu.

### Silnik
- V12 6.0l 620 KM